# Elecciones para gobernador en Estados Unidos de 2010
Las elecciones para gobernador en los Estados Unidos tuvieron lugar el martes 2 de noviembre de 2010 en 37 estados y 2 territorios. Del total de las 39 elecciones hechas, solamente 20 escaños son de titulares Demócratas y 19 por Republicanos.
De los gobernadores demócratas elegidos en 2010, 8 son titulares que no pueden ser reelegidos, mientras que 4 fueron elegidos de forma voluntaria. De los gobernadores Republicanos elegidos en 2010, 8 son titulares que no pueden ser reelegidos, mientras que otros 4 fueron elegidos de forma voluntaria y el gobernador titular del estado de Nevada Jim Gibbons se le negó la renominación al haber perdido las primarias Republicanas hechas el 8 de junio de 2010 al exjuez Federal Brian Sandoval.
Además, hubo una elección especial en el estado de Utah. El titular Gary Herbert asumió la gobernación el 11 de noviembre de 2009, después de que Jon Huntsman dimitiera para convertirse en el Embajador de los Estados Unidos ante China.
Un estado, Luisiana, no tuvo campaña para el gobernador pero si resaltó una elección especial para vicegobernador.
Estas elecciones coincidieron con las Elecciones al Senado y a la Cámara de Representantes al igual que otras elecciones estatales y locales.